# Preussen Krefeld
Preussen Krefeld (offiziell: Krefelder Turn- und Sportverein Preussen 1855) ist ein Sportverein aus Krefeld mit 580 Mitgliedern (Stand 23. März 2023). Er besteht aus den Abteilungen Badminton, Fußball, Schwimmen, Tischtennis und Turnen/Gymnastik. Die Abteilungen Kanu und Leichtathletik sind ausgegliederte eigenständige Vereine mit einem Stimmrecht im KTSV Preussen 1855.
Der Verein ist, anders als die gleichnamigen Kanu- und Leichtathletik-Vereine, kein eingetragener Verein (e. V.), obwohl dies irrtümlich oft so angegeben wird. Er wurde vor Inkrafttreten des BGB gegründet und ist daher ein altrechtlicher Verein.

## Namensgeschichte
- 1855: Der Krefelder TV 1855 wird gegründet.
- 1895: Der Crefelder FC 1895 wird gegründet.
- 1904: Der FC Preussen 1904 Krefeld, der FC Rhenania 1904 Krefeld, der ATSV Krefeld und der FC Vorwärts 1904 Krefeld werden gegründet.
- 1910: Der FC Vorwärts 1904 Krefeld benennt sich in VfB 1904 Krefeld um.
- 1911: Der Crefelder FC 1895 und der FC Preussen 1904 Krefeld fusionieren zum CFC Preussen 1895.
- 1919: Der FC Rhenania 1904 Krefeld und der ATSV Krefeld fusionieren zum ATSV Rhenania 1904 Krefeld
- 1920: Der ATSV Rhenania 1904 Krefeld und der VfB 1904 Krefeld fusionieren zum VfB Rhenania 1904 Krefeld.
- 1921: Der VfB Rhenania 1904 Krefeld benennt sich in VfL Krefeld 1904 um.
- 1933: Der CFC Preussen 1895 und der VfL Krefeld 1904 fusionieren zum VfL Preussen Krefeld 1895.
- 1949: Der Krefelder TV 1855 und der VfL Preussen Krefeld 1895 fusionieren zum KTSV Preussen Krefeld 1855.

## Fußball
Die Fußballabteilung stellt mit 316 Mitgliedern den größten Teil des Vereins. 1928 erreichte der Verein das Achtelfinale um die deutsche Fußballmeisterschaft, das mit 1:3 gegen Tennis Borussia Berlin verloren wurde. 1950 erreichte man das erste Finale des Westdeutschen Pokals, unterlag dort aber Rot-Weiß Oberhausen mit 0:3. In den 1990er Jahren erlebte die Fußballabteilung eine Renaissance. Zwischen 1992 und 1996 spielte man in der Oberliga Nordrhein und damit in der dritthöchsten bzw. nach Gründung der Regionalliga 1994 vierthöchsten deutschen Spielklasse. An dem damaligen Erfolg unter Trainer Horst Riege waren Bundesliga-Spieler wie Peter Loontiens, Branko Rodosek, Wolfram Klein sowie Klaus-Dieter Dieckmann beteiligt. Unter Trainer Michael Hackfurt gelang 2007 der Aufstieg in die Landesliga. Von 2009 bis 2012 trainierte Thomas Kerwer die erste Mannschaft in der Bezirksliga. Nach mehreren missglückten Versuchen, in die Landesliga aufzusteigen, zerbrach das Team, auch aufgrund der Ankündigung des Vorstandes, nur noch wenig Geld zu investieren. Im August 2012 erfolgte der Rückzug der ersten Mannschaft aus der Bezirksliga, die damit als erster Absteiger der Saison 2012/13 feststand.
Die zweite Mannschaft, die ab der Spielzeit 2012/13 vom ehemaligen Bundesligatorwart Werner Vollack trainiert wurde, konnte im August 2012 überraschend die Krefelder Stadtmeisterschaft gewinnen. Dies war der ersten Mannschaft schon 2011 gelungen.

## Leichtathletik
Bekanntheit erlangte die Leichtathletikabteilung durch den Staffelweltrekordler und Olympiazweiten von 1928 in der 4-mal-100-Meter-Staffel Hubert Houben, nach dem die Hubert-Houben-Kampfbahn in Krefeld benannt ist, sowie Kriemhild Limberg, geb. Hausmann, die 1958 im Diskuswurf eine Bronzemedaille bei den Europameisterschaften holte.

## Kanu
Die Kanu-Abteilung wurde 1927 gegründet. Aktivitäten sind Wanderfahrten im In- und Ausland auf ruhigem und schnell fließenden Gewässern. 1978 wurde im Krefeld-Rheinhafen an der Bataverstr. 16 ein eigenes Bootshaus errichtet. Seit 1984 ist die Kanu-Abteilung ein eingetragener Verein. Zurzeit zählt der Verein 90 Mitglieder (Stand 1. Januar 2010).

## Eishockey
Die Stadt Krefeld hatte in den Jahren nach dem Zweiten Weltkrieg zwei Eishockeyvereine. Das Eishockey in dieser Zeit wurde von den süddeutschen, vor allem bayrischen Clubs dominiert, so war es außergewöhnlich, dass eine mittelgroße, westdeutsche Stadt (knapp 250.000 Einwohner), zwei erstklassige Vereine hatte.
Preussen Krefeld galt in den späten 1940er und frühen 1950er Jahren als die technisch beste deutsche Mannschaft. Sie wurde einmal, in der Saison 1950/1951, Deutscher Meister. Am 2. März 1951 konnten die Preussen nach einem 0:2-Rückstand den EV Füssen mit 3:2 bezwingen. In den Jahren zuvor und kurz danach scheiterten sie immer an der robusten Härte der bayrischen Teams, vornehmlich am SC Riessersee.
| Deutscher Meister 1951 Preussen Krefeld | Heinz Wackers, Hans Lembeck, Herbert Ulrich, Gösta Johansson, Georg Kowarik, Walter Kremershof, Günter Jochems, Fred Nieder, Otto Brandenburg, Herbert Schibukat, Ēriks Koņeckis, Rudi Weide |

Preussen Krefeld war 1958 der Gewinner des DEV-Pokals.
Ein Problem des Krefelder Eishockeys war, dass bis 1964 allein die Rheinlandhalle mit nur einer Eisfläche zur Verfügung stand und damit für zwei Clubs zu wenig Trainingszeit. In den späten 1950er Jahren kämpften die Krefelder Eishockeyvereine meist nur noch um den Verbleib in der Bundesliga, die Preussen mussten dabei zweimal in der zweiten Liga spielen. Meist konnte sich der Krefelder EV (KEV) vor den Preussen platzieren. Die finanziell stark angeschlagenen Preussen mussten im Juli 1971 ihren Spielbetrieb einstellen. Die Spieler der Preussen wurden in den damaligen KEV eingegliedert. Eiskunstlauf war noch bis in die 1990er Jahre eine Abteilung des KTSV.

### EHC Krefeld Niederrhein
Eine neue Eishockeyabteilung des KTSV Preussen entstand durch den Beitritt des EHC Krefeld Niederrhein – die Preussen.
Am 22. März 1978 wurde der Schlittschuhclub Krefeld 1978 durch Studenten der Fachhochschule Niederrhein gegründet. Der Verein beschränkte sich auf Amateureishockey und spielte ab 1979 in der Landesliga NRW. Im Januar 2009 wurde die Eishockeyabteilung des Schlittschuhclubs unter dem Namen EHC Krefeld Niederrhein ausgegliedert. Der Verein gab sich als Preussen als Beinamen und benutzt ein Logo mit dem traditionellen Adler. Mit der Ausgliederung wurde der Clubs auch professioneller geführt, unter anderem von Ex-Nationalspieler Udo Kießling. Der Spielbetrieb wird dabei vom DEC Deineishockeyclub durchgeführt, bei welchem, ähnlich wie beim Vorbild Ebbsfleet United, die Mitglieder über ein Internetportal direkten Einfluss auf die Geschäftsführung des Vereins nehmen konnten.
Zur Saison 2011/12 nahm eine Spielgemeinschaft des EHC Krefeld Niederrhein mit dem Krefelder EV 1981 unter dem Namen Preussen Krefeld an der Oberliga West teil. Im Jahr darauf übernahm der KEV den Platz und der EHC startete in der Bezirksliga neu.